# Lifeforce Records
Lifeforce Records – niemiecka wytwórnia płytowa. Została założona w 1995 roku przez Rüdigera Mahna, przejęta w 2000 roku przez Stefana Lüdicke.

## Zespoły
| - At The Soundawn - Burning Skies - The Blackout Argument - Deadlock - Destinity - Dioramic - Hand To Hand - Left To Vanish - Miseration - Name - Nahemah - Nervecell - Nightrage - One Without - Raunchy - Seneca - The Psyke Project - This Or The Apocalypse - War From A Harlots Mouth |  | - Caliban - Cataract - Cipher System - Constraint - By Night - Deadsoil - The Destiny Program - Fall of Serenity - Fear My Thoughts - Heaven Shall Burn - Trivium - Between the Buried and Me - Veil |